# Skythrenchelys zabra
Skythrenchelys zabra е вид змиорка от семейство Ophichthidae. Видът не е застрашен от изчезване.

## Разпространение и местообитание
Разпространен е в Австралия (Западна Австралия, Куинсланд и Северна територия), Индия, Индонезия и Филипини.
Обитава океани и морета в райони с тропически климат.

## Описание
На дължина достигат до 29,6 cm.
Популацията на вида е стабилна.